# Alleyrat (Creuse)
Alleyrat is een gemeente in het Franse departement Creuse (regio Nouvelle-Aquitaine) en telt 166 inwoners (1999). De plaats maakt deel uit van het arrondissement Aubusson.

## Geografie
De oppervlakte van Alleyrat bedraagt 9,4 km², de bevolkingsdichtheid is 17,7 inwoners per km².
De onderstaande kaart toont de ligging van Alleyrat (Creuse) met de belangrijkste infrastructuur en aangrenzende gemeenten.

## Demografie
Onderstaande figuur toont het verloop van het inwonertal (bron: INSEE-tellingen).